# Nguyễn Đình Toàn (nghệ sĩ)
Nguyễn Đình Toàn (6 tháng 9 năm 1936 – 28 tháng 11 năm 2023) là nhà văn và nhạc sĩ người Việt định cư ở Mỹ.
Ông còn có bút hiệu là Tô Hải Vân khi viết văn và Hồng Ngọc khi viết nhạc.

## Lịch sử
Nhạc sĩ Nguyễn Đình Toàn sinh tại huyện Gia Lâm thuộc tỉnh Bắc Ninh (về sau đổi thành quận Gia Lâm tỉnh Hà Nội) và di cư vào Nam năm 1954.
Ông đóng góp nhiều sáng tác văn học nghệ thuật dưới nhiều dạng: tiểu thuyết, truyện ngắn, kịch nói, bút ký. Tác phẩm Áo mơ phai đoạt Giải Văn học Nghệ thuật của Việt Nam Cộng hòa năm 1973.
Nguyễn Đình Toàn viết nhiều truyện dài đăng thành nhiều kỳ trên các báo chí Việt Nam Cộng hòa như tạp chí Văn, Văn Học và các nhật báo như Tự Do, Chính Luận, Xây dựng, và Tiền Tuyến.
Ông cũng có tay trong việc phát triển tân nhạc Miền Nam qua chương trình phát thanh Nhạc chủ đề trên đài phát thanh quốc gia Việt Nam Cộng hòa mỗi tối Thứ Năm.
Sau năm 1975, ông bị bắt và giam học tập cải tạo 10 năm mới được thả. Năm 1998 ông cùng vợ được xuất cảnh sang Hoa Kỳ và định cư ở California nơi ông tiếp tục viết cho báo Viet Tide.
Những nhạc phẩm trứ danh nhất của ông gồm "Sàigòn niềm nhớ không tên" (nguyên nhan đề là "Nước mắt cho Sàigòn") và "Tình khúc thứ nhất" do Vũ Thành An phổ nhạc. Ca sĩ Khánh Ly đã thâu âm và phát hành hai dĩa hát với những sáng tác của ông.
Ông tạ thế hồi 19 giờ 15 phút ngày 28 tháng 11 năm 2023 tại tư gia, theo giờ California.

## Tác phẩm[1]

### Văn xuôi
- Chị Em Hải (1961)
- Con Đường (Nhà xuất bản Giao Điểm 1965)
- Ngày Tháng (Nhà xuất bản An Tiêm 1968)
- Đêm Hè (Nhà xuất bản Hiện đại 1970)
- Đêm Lãng Quên (Nhà xuất bản Tân Văn 1970)
- Giờ Ra Chơi (Nhà xuất bản Khai Phóng 1970)
- Không Một Ai (Nhà xuất bản Hiện đại 1971)
- Thành phố (Nhà xuất bản Kẻ Sĩ 1971)
- Áo Mơ Phai (Nhà xuất bản Nguyễn Đình Vượng 1972)
- Tro Than (Nhà xuất bản Đồng Nai 1972)
- Những Kẻ Đứng Bên Lề (Nhà xuất bản Giao Điểm 1974)
- Đồng Cỏ (Nhà xuất bản Đồng Dao/ Úc châu 1994)
- Phía Ngoài (viết chung với Huỳnh Phan Anh, Nhà xuất bản Hồng Đức 1969)
- Đám Cháy (Nhà xuất bản Tân Văn 1971)
- Bông Hồng Tạ Ơn I & II (Nhà xuất bản Đêm trắng 2006, 2012)

### Văn vần
- Mật Đắng (Nhà xuất bản Huyền Trân 1962)

### Kịch phẩm
- Cơn Mưa

### Nhạc phẩm
- Hiên Cúc Vàng (tập nhạc, 1999)
- Tôi Muốn Nói Với Em (tập nhạc, 2001)
- Mưa Trên Cây Hoàng Lan (tập nhạc, 2002)
- Nhạc Tình Hoa Niên
- Căn nhà xưa

## Liên kết
- "Nguyễn Đình Toàn và tình ca Việt Nam"